# Sandby socken
För andra betydelser, se Sandby socken (olika betydelser).
Sandby socken på Öland ingick i Möckleby härad, ingår sedan 1974 i Mörbylånga kommun och motsvarar från 2016 Sandby distrikt i Kalmar län.
Socknens areal är 40,83 kvadratkilometer varav land 40,73. År 2000 fanns här 209 invånare. Kyrkbyn Sandby med sockenkyrkan Sandby kyrka ligger i socknen.

## Administrativ historik
Sandby sockenkyrkas äldsta delar byggdes redan under 1100-talets första hälft. I skriftliga källor omtalas socknen första gången i ett odaterat brev från omkring 1320 och ett daterat från 1346.
Vid kommunreformen 1862 övergick socknens ansvar för de kyrkliga frågorna till Sandby församling och för de borgerliga frågorna till Sandby landskommun. Denna senare inkorporerades 1952 i Torslunda landskommun och uppgick 1974  i Mörbylånga kommun. Församlingen uppgick 2002 i Norra Möckleby, Sandby och Gårdby församling.
1 januari 2016 inrättades distriktet Sandby, med samma omfattning som församlingen hade 1999/2000.  
Socknen har tillhört samma fögderier och domsagor som Möckleby härad. De indelta båtsmännen tillhörde 2:a Ölands båtsmankompani.

## Geografi
Sandby socken ligger vid östra kusten av södra Öland. Socknen präglas av bördig jord och strandängar på kustremsan öster om landborgen, och är annars helt dominerad av alvarmark (stora alvaret) väster om denna.

### Byar i Sandby socken
1. Dröstorp (öde sedan år 1897)
2. Ekelunda
3. Nedra Ålebäck (del av, resten tillhör Gårdby socken)
4. Norra Näsby
5. Sandby (även kallat Norra Sandby eller Kyrko-Sandby)
6. Sandgårdsborg
7. Skarpa Alby
8. Södra Näsby
9. Södra Sandby
10. Åby

Byarna Dröstorp, Ekelunda och Skarpa Alby är belägna på stora alvaret. Byarna Nedra Ålebäck, Södra och Norra Näsby samt Södra och Norra Sandby ligger istället ned mot Östersjön. Sandgårdsborg och Åby ligger i de bördiga marker som är belägna däremellan.

## Fornminnen

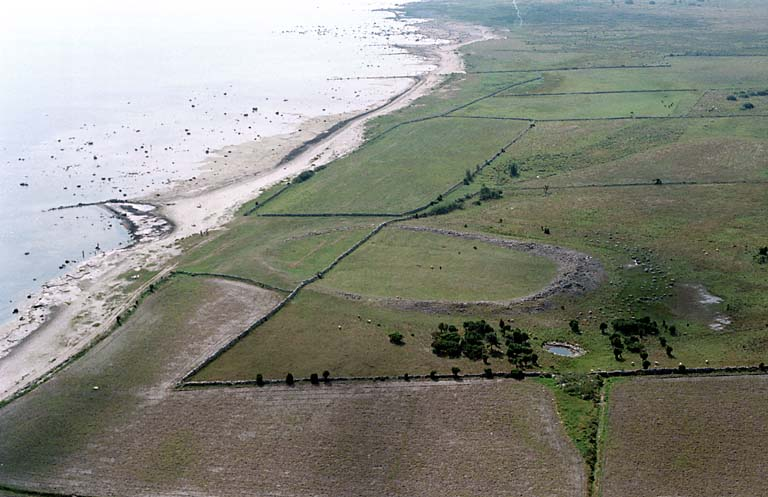
Sandby borg

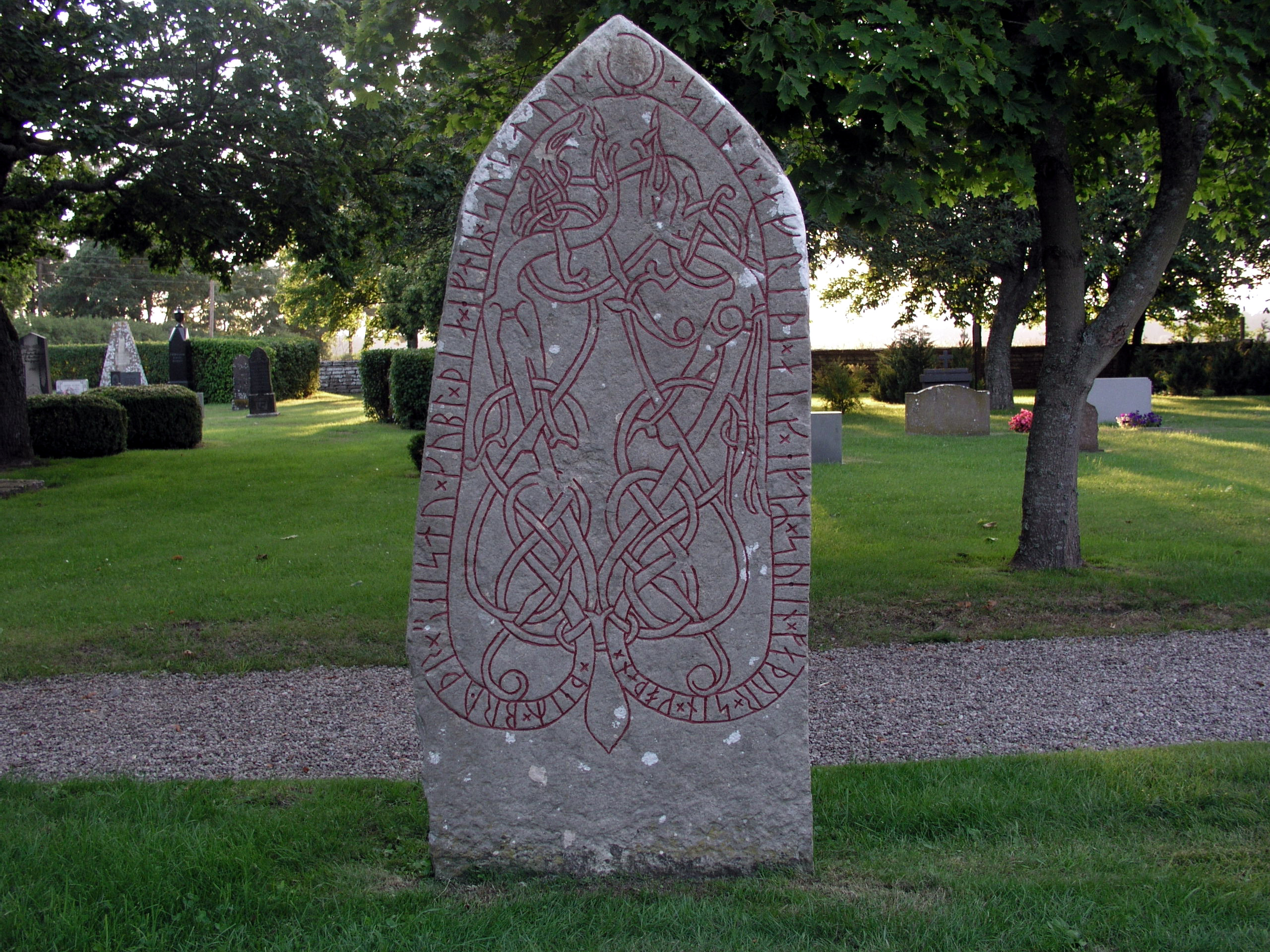
Ölands runstenar 27, vid kyrkan

Boplatser från stenåldern, gravrösen från bronsåldern och spridda järnåldersgravfält finns här, liksom fornborgen Sandby borg vid stranden. Tre runristningar är kända, en vid Dröstorp och två vid kyrkan.

## Namnet
Namnet (1283 Sandby), taget från kyrkbyn, består av ett förled sand och efterledet by.

## Befolkningsutveckling
| Befolkningsutvecklingen i Sandby socken 1750–1990                                                       | Befolkningsutvecklingen i Sandby socken 1750–1990 | Befolkningsutvecklingen i Sandby socken 1750–1990 | Befolkningsutvecklingen i Sandby socken 1750–1990 | Befolkningsutvecklingen i Sandby socken 1750–1990 |
| --- | ------------------------------------------------- | ------------------------------------------------- | ------------------------------------------------- | ------------------------------------------------- |
| |                                                   |                                                   |                                                   |                                                   |
| År |                                                   |                                                   | Folkmängd                                         |                                                   |
| 1750 | 1750                                              |                                                   | 341                                               |                                                   |
| 1760 | 1760                                              |                                                   | 400                                               |                                                   |
| 1769 | 1769                                              |                                                   | 388                                               |                                                   |
| 1780 | 1780                                              |                                                   | 456                                               |                                                   |
| 1790 | 1790                                              |                                                   | 441                                               |                                                   |
| 1810 | 1810                                              |                                                   | 497                                               |                                                   |
| 1820 | 1820                                              |                                                   | 556                                               |                                                   |
| 1830 | 1830                                              |                                                   | 555                                               |                                                   |
| 1840 | 1840                                              |                                                   | 600                                               |                                                   |
| 1850 | 1850                                              |                                                   | 611                                               |                                                   |
| 1860 | 1860                                              |                                                   | 696                                               |                                                   |
| 1870 | 1870                                              |                                                   | 701                                               |                                                   |
| 1880 | 1880                                              |                                                   | 718                                               |                                                   |
| 1890 | 1890                                              |                                                   | 590                                               |                                                   |
| 1900 | 1900                                              |                                                   | 504                                               |                                                   |
| 1910 | 1910                                              |                                                   | 449                                               |                                                   |
| 1920 | 1920                                              |                                                   | 410                                               |                                                   |
| 1930 | 1930                                              |                                                   | 376                                               |                                                   |
| 1940 | 1940                                              |                                                   | 344                                               |                                                   |
| 1950 | 1950                                              |                                                   | 304                                               |                                                   |
| 1960 | 1960                                              |                                                   | 291                                               |                                                   |
| 1970 | 1970                                              |                                                   | 239                                               |                                                   |
| 1980 | 1980                                              |                                                   | 215                                               |                                                   |
| 1990 | 1990                                              |                                                   | 226                                               |                                                   |
| Anm: Källor: Umeå universitet - Tabellverket 1749-1859, Demografiska databasen, CEDAR, Umeå universitet |                                                   |                                                   |                                                   |                                                   |